# Leandro Planas
Leandro Planas (Buenos Aires, 28 de noviembre de 1975) es un entrenador y exjugador de fútbol sala argentino. Jugaba en la posición de defensor. Fue uno de los primeros futsalistas argentinos en jugar profesionalmente fuera de su país, actuando en España e Italia. Como miembro de la selección de futsal de Argentina se consagró campeón de la Copa América de 2003 y obtuvo la medalla de plata en el torneo de futsal de los Juegos Panamericanos de 2007.

## Trayectoria
Jugó al baby fútbol en Pacífico, y al fútbol en los equipos juveniles de Ferro y de la Universidad del Salvador, antes de empezar a practicar futsal. 
En 1998 dejó su país para fichar con el Cefire Burela de la División de Plata de Fútbol Sala de España.
Al año siguiente se mudó a Italia, donde jugaría las siguientes doce temporadas. Fue campeón de la Serie A en 2000 con el Roma RCB y de la Copa Italia en 2005 con el Nepi.
Retornó a la Argentina a mediados de 2011 con la intención de retirarse -de hecho jugó en el Torneo de Veteranos con Yupanqui-, pero se incorporó a Boca en 2012, equipo con el que ganó tres veces el título de campeón de la Primera División de Argentina (Apertura 2012, y Apertura y Clausura 2013) y dos veces el del Torneo Nacional de Futsal (2012 y 2013).
En enero de 2014 se retiró para convertirse en entrenador. Tras pasar por el banquillo de River y San Lorenzo, en 2017 volvió a la actividad como jugador al fichar con Pacífico. Al año siguiente reasumió su papel de entrenador en ese mismo club.

## Selección nacional
Planas disputó cuatro ediciones de la Copa Mundial de Fútbol Sala: 1996, 2000, 2004 y 2008. Fue parte del combinado argentino que venció en las Eliminatorias Sudamericanas de Futsal 2012, pero finalmente no participó de la Copa Mundial de Fútbol Sala de 2012.
También disputó varias ediciones de la Copa América de Futsal, siendo campeón en 2003.
Ganó la medalla de plata en el torneo de futsal de los Juegos Panamericanos de 2007.
Asimismo participó de otros campeonatos internacionales como el Torneo KL5 de Malasia en 2003 y de varias ediciones del Grand Prix de Futsal en Brasil. 

## Vida privada
Es hermano de Gustavo Planas, quien también jugó profesionalmente al fútbol sala.